# Bupleurum handiense
Bupleurum handiense är en flockblommig växtart som först beskrevs av Carl August Bolle, och fick sitt nu gällande namn av Günther W.H. Kunkel. Bupleurum handiense ingår i släktet harörter, och familjen flockblommiga växter. Inga underarter finns listade i Catalogue of Life.

## Bildgalleri

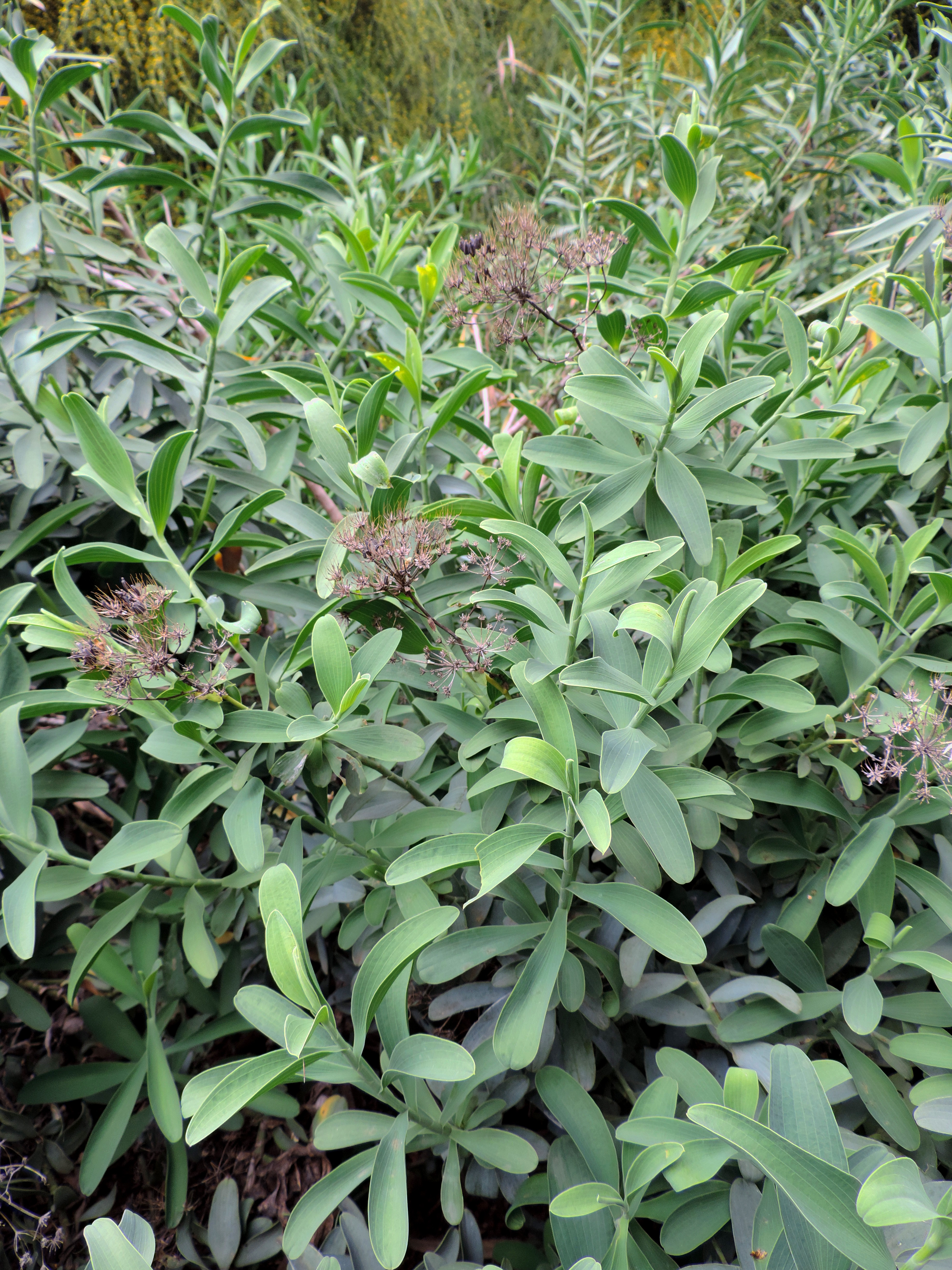
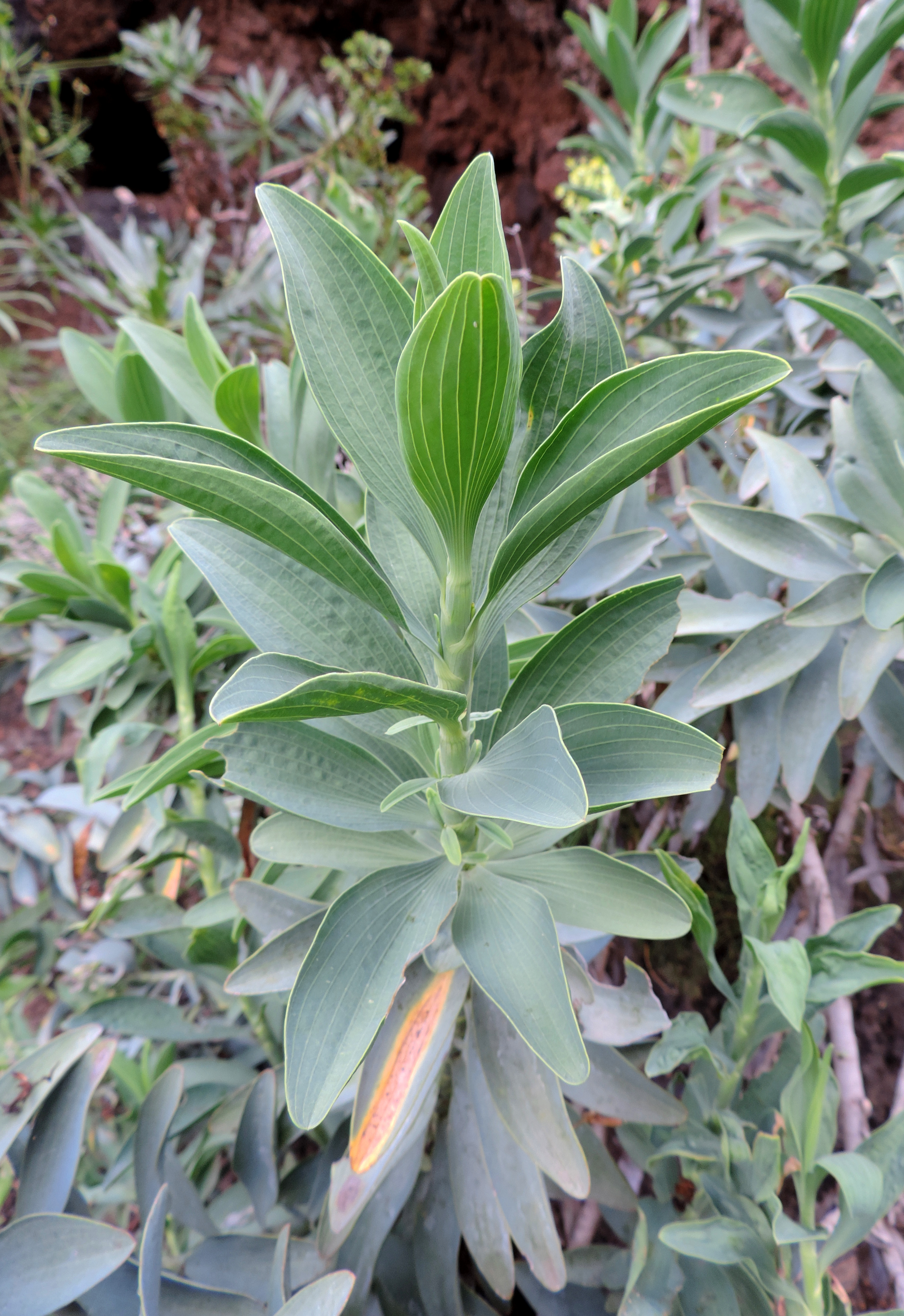